# 30437 Michtchenko
30437 Michtchenko è un asteroide della fascia principale. Scoperto nel 2000, presenta un'orbita caratterizzata da un semiasse maggiore pari a 2,3536746 au e da un'eccentricità di 0,0679872, inclinata di 6,21856° rispetto all'eclittica.